# Maháparinibbána-szutta
A Maháparinibbána-szutta (páli: Kévatta, szanszkrit: Kévaddha) a théraváda buddhizmushoz tartozó páli kánon részét képező Dígha-nikája 34 szuttája közül a tizenhatodik. Magyar címe A teljes ellobbanás, amelyet a páli fordítócsoport és Vekerdi József is lefordított magyar nyelvre. Utóbbit 2009-ben megjelentette nyomtatott formában a Helikon kiadó Buddha beszédei címmel.
A szutta Gautama Buddha életével, azon belül is a halálával (lásd: parinibbána) foglalkozik. Ez a páli kánon leghosszabb szuttája. Részletessége miatt ezt az elbeszélést tekintik a buddhizmusban a legáltalánosabb érvényűnek.

## Tartalma
A szutta az esős évszak előtt pár nappal kezdődik, amikor Adzsátasatru király, Magadha királya, elküldi Vasszakára bráhmint a Rádzsagaha közelben, a Keselyűcsúcs-hegyen megszállt Buddhához, hogy tudakolja meg, vajon mit gondol arról, hogy a király meg akarja támadni a Vaddzsíkat. A történet az esős évszakon túl elnyúlik, miközben Buddha legvégső eltávozása megtörténik, testét elhamvasztják, és ereklyeként szétosztják, így emelnek nyolc csetiját Buddha maradványai fölé. Ez jól mutatja a kor indiai temetkezési szokásait.

## Változatai
A szuttának több változata is létezik, amelyek közül a páli verzió a legkorábbi a nyelvet és a tartalmat illetően. A szuttának más szanszkrit, tibeti és kínai verziói is léteznek.